# Cleo de Wolf
Cleopatra de Wolf, beter bekend als Cleo de Wolf, is een personage uit de Nederlandse soapserie Goede tijden, slechte tijden. Ze is een nicht van Anita Dendermonde. De rol werd tussen februari 2000 en februari 2002 gespeeld door actrice Micky Hoogendijk.

## Verhaallijnen
Wanneer Anita ontdekt dat haar nicht Cleo de Wolf ook in Meerdijk is, is zij daar niet blij mee; de twee nichten liggen elkaar totaal niet. Hun relatie wordt hevig op de proef gesteld wanneer ze samen moeten werken bij Scala. Cleo besluit uiteindelijk haar baan bij Scala op te zeggen en gaat samenwerken met Laura Selmhorst en Benjamin Borges. Met zijn drieën openen ze Laura's Living. Het illegale karakter van de onderneming zorgt echter voor een hoop ellende. Wanneer de politie onderzoek doet, schuiven de twee dames alle schuld af op Benjamin.
Laura heeft niet in de gaten dat Cleo haar op allerlei manieren manipuleert. Cleo weet Laura over te halen om Mary Verstraete, die getuige is in de affaire rond Philip van Alphen, van het leven te beroven. Als Laura later spijt krijgt, is Cleo bang dat ze uit de school zal klappen. Cleo weet uiteindelijk uit handen van justitie te blijven. Ze wordt echter gechanteerd door Stefano Sanders, een van de weinigen die van de moord af weet.
Cleo heeft ondertussen nauwe banden gekregen met zakenman Ludo Sanders, die een politieke carrière ambieert. Ludo is woedend wanneer Cleo zich bij hem opdringt als zijn maîtresse. Vanwege haar immense populariteit kan Ludo het niet maken om haar aan de kant te zetten. Cleo probeert hem ervan te overtuigen dat ze bij elkaar horen. Stefano weet Cleo over te halen om Ludo dwars te zitten. Cleo geeft Ludo dopamine, een hallucinogeen middel, waardoor hij een presentatie heel erg misloopt. Ludo's politieke carrière stort in en Cleo wordt aan de kant gezet door Ludo.
Cleo weet op slinkse wijze voor elkaar te krijgen dat zij manager van De Rozenboom wordt. Ze begint een escortservice in het gebouw. Cleo wordt op een gegeven moment gechanteerd en moet medische spullen zien te regelen. Inmiddels krijgt Cleo een verhouding met dokter Gijs Bentz van den Berg. Wanneer de pooier in De Rozenboom dood wordt gevonden, wordt Gijs door justitie als hoofdverdachte gezien. Gijs is helemaal klaar met Cleo en zet haar aan de kant. Cleo's gevoeligheid komt naar boven en kan de breuk met Gijs niet verwerken. Het wordt zelfs zo erg dat ze een zelfmoordpoging overweegt. Gijs voelt zich ondanks alles toch nog verantwoordelijk en belt Cleo's moeder Nel om haar op te halen en voor haar te zorgen.